# François Robert
Pour les articles homonymes, voir François Robert (homonymie) et Robert.
François Robert (La Charmée (Saône-et-Loire), 3 mars 1737 - Heiligenstadt (Thuringe) 5 mai 1819) est un géographe français, député de la Côte-d'Or au Conseil des Cinq-Cents.

## Biographie
Après avoir professé la philosophie et les mathématiques au collège de Chalon-sur-Saône, il devint, en 1780, ingénieur géographe du roi. Partisan de la Révolution, il devint, en 1793, administrateur de la Côte-d'Or, et fut inscrit, en 1795, sur la liste des gens de lettres que la Convention gratifia d'une pension ; mais par une erreur de nom, la somme qui lui était allouée fut touchée par la veuve du géographe Robert de Vaugondy. Élu, le 24 germinal an V, député de la Côte-d'Or au Conseil des Cinq-Cents, par 243 voix (284 votants), il se rapprocha du parti des clichyens, défendit les émigrés et les prêtres réfractaires, et vit son élection annulée au 18 fructidor. Passionné pour l'étude de la géographie, il entreprit à ses frais un grand nombre de voyages, et fut nommé membre de l'Académie de Berlin.

## Ouvrages
- Géographie universelle à l'usage des collèges (vol. in-12) ;
- Géographie naturelle, historique, physique, etc., suivie d'un Traité de la sphère (1777, 3 vol. in-12) ;
- Voyage dans les treize cantons suisses (1789, 2 vol. in-8°), traduit en allemand ;
- Mélanges sur différents sujets d'économie publique (1800, in-8°) ;
- Dictionnaire géographique d'après les traités de Vienne et de Paris (1818, 1810, 1825, 2 vol. in-8°) ;
- Dictionnaire de géographie moderne, avec Nicolas Masson de Morvilliers, dans l’Encyclopédie méthodique.

## Mandats
- 13/04/1797 - 04/09/1797 : Côte-d'Or - Clichyens